# Reprezentacja Kanady w skokach narciarskich
Reprezentacja Kanady w skokach narciarskich – grupa skoczków narciarskich wybrana do reprezentowania Kanady w międzynarodowych zawodach przez Kanadyjski Związek Narciarsko-Snowboardowy (fr. Association canadienne de ski et de surf des neiges). Największymi sukcesami w historii reprezentacji są brązowy medal w konkursie drużyn mieszanych podczas Zimowych Igrzysk Olimpijskich 2022 (w składzie: Alexandria Loutitt, Matthew Soukup, Abigail Strate, Mackenzie Boyd-Clowes) oraz złoty medal Alexandrii Loutitt na Mistrzostwach Świata w 2023 roku.

## Kadra na sezon 2023/2024
W kadrach znalazł się jeden zawodnik i 4 zawodniczki. Na stanowiskach trenerów pozostali Uroš Vrhovec u mężczyzn i Janko Zwitter u kobiet.

### Mężczyźni
- Mackenzie Boyd-Clowes

### Kobiety
- Natalie Eilers
- Alexandria Loutitt
- Nicole Maurer
- Abigail Strate

## Kadra na sezon 2022/2023
W kadrach narodowych znalazło się dwóch zawodników oraz cztery zawodniczki.
Kadra narodowa mężczyzn:
- Trener główny: Uroš Vrhovec
- Asystent trenera: Urban Jarc
- Zawodnicy: Mackenzie Boyd-Clowes, Matthew Soukup

Kadra narodowa kobiet:
- Trener główny: Janko Zwitter
- Asystent trenera: Igor Cuznar
- Zawodniczki: Natalie Eilers, Alexandria Loutitt, Nicole Maurer, Abigail Strate

## Igrzyska olimpijskie

### Osiągnięcia drużyn mieszanych na igrzyskach olimpijskich
| Miejsce | Dzień    | Rok  | Miejscowość | Skocznia  | Punkt K | HS     | Skład | Najdłuższy skok          | Nota      | Strata    | Zwycięzca |
| ------- | -------- | ---- | ----------- | --------- | ------- | ------ | ----- | ------------------------ | --------- | --------- | --------- |
| 3.      | 7 lutego | 2022 | Zhangjiakou | Snow Ruyi | K-95    | HS-106 | [ i ] | 101,5 m (M. Boyd-Clowes) | 844,6 pkt | 156,9 pkt | Słowenia  |

1. ↑  Skład zespołu: Alexandria Loutitt, Matthew Soukup, Abigail Strate i Mackenzie Boyd-Clowes.

## Puchar Świata

### Osiągnięcia mężczyzn w Pucharze Świata
| Miejsce | Sezon   | Zawodnik      | Punkty  | Starty |   |   |   | Strata  | Zwycięzca     |
| ------- | ------- | ------------- | ------- | ------ | - | - | - | ------- | ------------- |
| 12.     | 1979/80 | Steve Collins | 83 pkt  | 16     | 1 | 0 | 0 | 155 pkt | Hubert Neuper |
| 3.      | 1980/81 | Horst Bulau   | 179 pkt | 17     | 2 | 4 | 1 | 26 pkt  | Armin Kogler  |
| 15.     | 1980/81 | Steve Collins | 59 pkt  | 15     | 0 | 0 | 1 | 146 pkt | Armin Kogler  |
| 3.      | 1981/82 | Horst Bulau   | 150 pkt | 20     | 3 | 1 | 1 | 39 pkt  | Armin Kogler  |
| 2.      | 1982/83 | Horst Bulau   | 260 pkt | 22     | 7 | 4 | 2 | 17 pkt  | Matti Nykänen |
| 8.      | 1983/84 | Horst Bulau   | 102 pkt | 17     | 1 | 1 | 2 | 128 pkt | Jens Weißflog |
| 12.     | 1985/86 | Horst Bulau   | 97 pkt  | 22     | 0 | 0 | 0 | 153 pkt | Matti Nykänen |

| Lp. | Data       | Miejscowość            | Skocznia               | Punkt K | Zawodnik      | Skok 1  | Skok 2  | Nota      | Lok. | Strata   | Zwycięzca         | Źr.   |
| --- | ---------- | ---------------------- | ---------------------- | ------- | ------------- | ------- | ------- | --------- | ---- | -------- | ----------------- | ----- |
| 1.  | 09.03.1980 | Lahti                  | Salpausselkä           | K-113   | Steve Collins | 124,0 m | –       | 146,0 pkt | 1.   | –        | –                 | [ 5 ] |
| 2.  | 01.01.1981 | Garmisch-Partenkirchen | Große Olympiaschanze   | K-107   | Horst Bulau   | 95,0 m  | 100,5 m | 226,4 pkt | 1.   | –        | –                 | [ 6 ] |
| 3.  | 21.02.1981 | Thunder Bay            | Big Thunder            | K-89    | Steve Collins | 84,0 m  | 83,5 m  | 235,1 pkt | 3.   | 16,3 pkt | Primož Ulaga      |       |
| 4.  | 06.03.1981 | Lahti                  | Salpausselkä           | K-88    | Horst Bulau   | 84,5 m  | 86,5 m  | 245.8 pkt | 2.   | 4,1 pkt  | Jari Puikkonen    |       |
| 5.  | 07.03.1981 | Lahti                  | Salpausselkä           | K-113   | Horst Bulau   | 109,0 m | 109,0 m | 249,5 pkt | 3.   | 3,8 pkt  | Jari Puikkonen    |       |
| 6.  | 10.03.1981 | Falun                  | Lugnet                 | K-89    | Horst Bulau   | 89,5 m  | 86,5 m  | 250,2 pkt | 2.   | 12,9 pkt | Armin Kogler      |       |
| 7.  | 15.03.1981 | Oslo                   | Holmenkollbakken       | K-105   | Horst Bulau   | 107,5 m | 104,5 m | 258,8 pkt | 2.   | 1,6 pkt  | Roger Ruud        |       |
| 8.  | 17.03.1981 | Bærum                  | Skuibakken             | K-105   | Horst Bulau   | 112,0 m | 103,0 m | 258,5 pkt | 1.   | –        | –                 |       |
| 9.  | 21.03.1981 | Planica                | Srednja velikanka      | K-92    | Horst Bulau   | 95,0 m  | 87,5 m  | 258,3 pkt | 2.   | 7.5 pkt  | Jari Puikkonen    |       |
| 10. | 15.01.1982 | Sapporo                | Miyanomori             | K-86    | Horst Bulau   | 83,0 m  | 82,5 m  | 229,2 pkt | 1.   | –        | –                 |       |
| 11. | 17.01.1982 | Sapporo                | Ōkurayama              | K-110   | Horst Bulau   | 105,0 m | 109,5 m | 244,3 pkt | 2.   | 2,0 pkt  | Armin Kogler      |       |
| 12. | 23.01.1982 | Thunder Bay            | Big Thunder            | K-89    | Horst Bulau   | 94,0 m  | –       | 135,7 pkt | 1.   | –        | –                 |       |
| 13. | 24.01.1982 | Thunder Bay            | Big Thunder            | K-120   | Horst Bulau   | 113,5 m | 120,5 m | 256,1 pkt | 1.   | –        | –                 |       |
| 14. | 04.03.1982 | Lahti                  | Salpausselkä           | K-88    | Horst Bulau   | 85,0 m  | 82,5 m  | 241,2 pkt | 3.   | 4,8 pkt  | Ole Bremseth      |       |
| 15. | 30.12.1982 | Oberstdorf             | Orlen Arena Oberstdorf | K-110   | Horst Bulau   | 114,5 m | 114,0 m | 264,9 pkt | 1.   | –        | –                 |       |
| 16. | 04.01.1983 | Innsbruck              | Bergisel               | K-104   | Horst Bulau   | 103,0 m | 102,0 m | 241,9 pkt | 3.   | 7,6 pkt  | Matti Nykänen     |       |
| 17. | 22.01.1983 | Thunder Bay            | Big Thunder            | K-89    | Horst Bulau   | 91,5 m  | 89,5 m  | 263,7 pkt | 1.   | –        | –                 |       |
| 18. | 23.01.1983 | Thunder Bay            | Big Thunder            | K-120   | Horst Bulau   | 113,5 m | 117,5 m | 257,4 pkt | 2.   | 14,6 pkt | Matti Nykänen     |       |
| 19. | 26.01.1983 | Sankt Moritz           | Olympiaschanze         | K-94    | Horst Bulau   | 90,0 m  | 89,5 m  | 243,6 pkt | 1.   | –        | –                 |       |
| 20. | 28.01.1983 | Gstaad                 | Mattenschanze          | K-88    | Horst Bulau   | 86,5 m  | 87,0 m  | 250,3 pkt | 1.   | –        | –                 |       |
| 21. | 25.02.1983 | Falun                  | Lugnet                 | K-89    | Horst Bulau   | 90,0 m  | 91,5 m  | 262,5 pkt | 1.   | –        | –                 |       |
| 22. | 04.03.1983 | Lahti                  | Salpausselkä           | K-88    | Horst Bulau   | 89,0 m  | 89,5 m  | 258,8 pkt | 1.   | –        | –                 |       |
| 23. | 06.03.1983 | Lahti                  | Salpausselkä           | K-113   | Horst Bulau   | 114,0 m | 109,5 m | 257,7 pkt | 1.   | –        | –                 |       |
| 24. | 11.03.1983 | Bærum                  | Skuibakken             | K-110   | Horst Bulau   | 112,5 m | 104,5 m | 255,8 pkt | 3.   | 11,3 pkt | Armin Kogler      |       |
| 25. | 13.03.1983 | Oslo                   | Holmenkollbakken       | K-105   | Horst Bulau   | 91,5 m  | 102,5 m | 226,6 pkt | 2.   | 2,4 pkt  | Steinar Bråten    |       |
| 26. | 27.03.1983 | Planica                | Bloudkova velikanka    | K-122   | Horst Bulau   | 115,0 m | 117,0 m | 257,0 pkt | 2.   | 3,0 pkt  | Primož Ulaga      |       |
| 27. | 10.12.1983 | Thunder Bay            | Big Thunder            | K-89    | Horst Bulau   | 93,0 m  | 91,0 m  | 239,1 pkt | 1.   | –        | –                 |       |
| 28. | 12.12.1983 | Thunder Bay            | Big Thunder            | K-120   | Horst Bulau   | 114,0 m | 119,0 m | 216,2 pkt | 3.   | 3,8 pkt  | Vegard Opaas      |       |
| 29. | 17.12.1983 | Lake Placid            | MacKenzie Intervale    | K-86    | Horst Bulau   | 81,5 m  | 86,5 m  | 214,1 pkt | 3.   | 16,6 pkt | Primož Ulaga      |       |
| 30. | 11.01.1984 | Cortina d’Ampezzo      | Italia                 | K-92    | Horst Bulau   | 86,5 m  | 89,0 m  | 210,9 pkt | 2.   | 5,7 pkt  | Jens Weißflog     |       |
| 31. | 15.12.1985 | Lake Placid            | MacKenzie Intervale    | K-86    | Steve Collins | 87,5 m  | 83,0 m  | 223,1 pkt | 3.   | 1,0 pkt  | Franz Neuländtner |       |

| Lp. | Data       | Miejscowość | Skocznia        | Punkt K | Zawodnik    | Skok 1  | Skok 2  | Skok 3  | Nota      | Lok. | Strata   | Zwycięzca     |
| --- | ---------- | ----------- | --------------- | ------- | ----------- | ------- | ------- | ------- | --------- | ---- | -------- | ------------- |
| 1.  | 19.02.1983 | Vikersund   | Vikersundbakken | K-150   | Horst Bulau | 151,0 m | 132,0 m | 136,0 m | 353,5 pkt | 2.   | 15,5 pkt | Matti Nykänen |

### Osiągnięcia kobiet w Pucharze Świata
| Miejsce | Sezon   | Zawodniczka        | Punkty  | Starty |   |   |   | Strata   | Zwyciężczyni           |
| ------- | ------- | ------------------ | ------- | ------ | - | - | - | -------- | ---------------------- |
| 15.     | 2014/15 | Taylor Henrich     | 230 pkt | 5      | 0 | 0 | 2 | 777 pkt  | Daniela Iraschko-Stolz |
| 11.     | 2022/23 | Abigail Strate     | 669 pkt | 24     | 0 | 0 | 1 | 993 pkt  | Eva Pinkelnig          |
| 13.     | 2022/23 | Alexandria Loutitt | 547 pkt | 14     | 1 | 1 | 0 | 1115 pkt | Eva Pinkelnig          |

| Lp. | Data       | Miejscowość  | Skocznia               | Punkt K | HS     | Zawodniczka        | Skok 1  | Skok 2  | Nota      | Lok. | Strata   | Zwyciężczyni           | Źr.   |
| --- | ---------- | ------------ | ---------------------- | ------- | ------ | ------------------ | ------- | ------- | --------- | ---- | -------- | ---------------------- | ----- |
| 1.  | 25.01.2015 | Oberstdorf   | Orlen Arena Oberstdorf | K-95    | HS-106 | Taylor Henrich     | 93,0 m  | 95,5 m  | 228,6 pkt | 3.   | 5,7 pkt  | Daniela Iraschko-Stolz | [ 7 ] |
| 2.  | 13.03.2015 | Oslo         | Holmenkollbakken       | K-120   | HS-134 | Taylor Henrich     | 127,0 m | 123,5 m | 250,4 pkt | 3.   | 13,4 pkt | Sara Takanashi         |       |
| 3.  | 13.01.2023 | Zaō          | Yamagata               | K-95    | HS-102 | Alexandria Loutitt | 98,5 m  | 95,0 m  | 240,3 pkt | 1.   | –        | –                      | [ 8 ] |
| 4.  | 28.01.2023 | Hinterzarten | Adler-Skistadion       | K-100   | HS-111 | Abigail Strate     | 103,0 m | 106,5 m | 236,3 pkt | 3.   | 22,5 pkt | Katharina Althaus      | [ 9 ] |
| 5.  | 15.03.2023 | Lillehammer  | Lysgårdsbakken         | K-123   | HS-140 | Alexandria Loutitt | 132,0 m | 130,0 m | 242,9 pkt | 2.   | 8,2 pkt  | Katharina Althaus      |       |

## Dawni skoczkowie kanadyjscy
- Kirk Allen
- David Brown
- Horst Bulau
- Steve Collins
- Todd Gillmann
- John Lockyer
- Stefan Read
- Ron Richards
- Matthew Soukup

## Dawne skoczkinie kanadyjskie
- Natasha Bodnarchuk
- Taylor Henrich
- Alexandra Pretorius
- Atsuko Tanaka